# Charles-Axel Guillaumot
Charles-Axel Guillaumot, född 1730 i Stockholm, död 1807, var en fransk arkitekt.
Guillaumot var verksam i Frankrike, kunglig arkitekt och direktör för Les Gobelins. Guillaumot har bland annat byggt slottet i Sauvigny och biskopsresidenset i Vézelay samt författat ett flertal läroböcker i byggnadskonst.